# Paul Meurisse
Pour les articles homonymes, voir Meurisse.
Ne doit pas être confondu avec Paul Meurice.
 (décembre 2015).
Si vous disposez d'ouvrages ou d'articles de référence ou si vous connaissez des sites web de qualité traitant du thème abordé ici, merci de compléter l'article en donnant les références utiles à sa vérifiabilité et en les liant à la section « Notes et références ».
Paul Gustave Pierre Meurisse, né le 21 décembre 1912 à Dunkerque et mort le 19 janvier 1979 à Neuilly-sur-Seine, est un comédien français.

## Biographie
Fils de Théobald Fortuné Henri Meurisse, sous-directeur de banque, et de Germaine Céline Goetghebeur, Paul Gustave Pierre Meurisse naît le 21 décembre 1912 au domicile de ses parents 24 rue des Sœurs-Blanches à Dunkerque.

Il passe son enfance en Corse puis à Dijon. Après des études de droit à Aix-en-Provence, il devient clerc de notaire. Mais, attiré par le spectacle et doté d'une très belle voix, il monte à Paris participer à un radio-crochet qu'il gagne en 1936. Cela lui permet de débuter dans une revue au Trianon comme danseur et d'entamer un tour de chant dans des cabarets, interprétant de façon lugubre des chansons gaies. Pierre Dac le remarque et l'emmène en tournée. On peut voir un court extrait de son tour de chant dans 24 heures de perm', son premier film tourné en 1940, mais sorti en 1945. Paul Meurisse considère que sa période de chanteur « s’est mal passée » et il fut sur le point de télégraphier à son père pour qu’il finance son voyage de retour vers Aix-en-Provence lorsque, à la station Rome, il décide de rappeler Damia qui l’avait persuadé de faire carrière comme chanteur. Après un long entretien avec elle, il décide finalement de rester à Paris mais, cette fois, dans le théâtre.

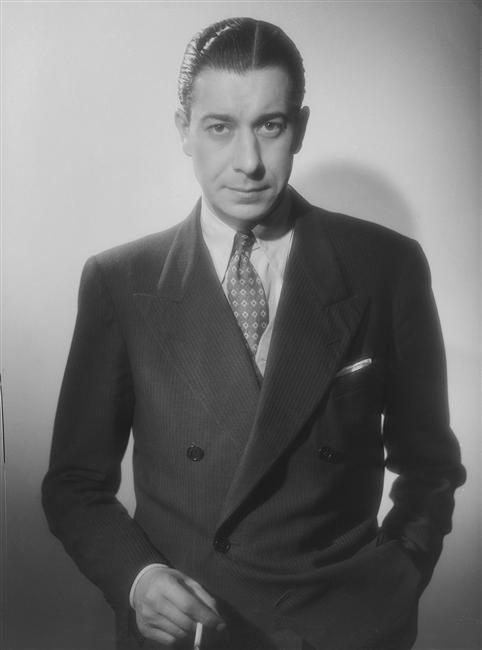
Paul Meurisse en 1943 (Studio Harcourt).

Après avoir été mobilisé en 1939, il retourne sur scène et côtoie Maurice Chevalier. En avril 1940, il crée aux côtés d'Édith Piaf, qui devient sa compagne jusqu'en 1942, Le Bel Indifférent de Jean Cocteau au théâtre des Bouffes-Parisiens. Par la suite, il se mariera successivement avec trois actrices : 
- Michèle Alfa le 22 mai 1942, à Paris 8e (ils demeurent ensemble 35 rue de Berri), jusqu'au 22 juillet 1946[2],
- Micheline Truyen dite Micheline Cheirel le 6 août 1951 à Ézy-sur-Eure[1] jusqu'en 1955, et
- Christiane Guary dite Micheline Gary le 5 juillet 1960 à Paris 7e[1] jusqu'à sa mort en 1979.

Après quelques rôles secondaires, sa carrière cinématographique démarre véritablement en 1946 avec Macadam dans le rôle d'un voyou.
Acteur prolifique au cinéma, il est également un comédien de premier plan au théâtre. Il est pensionnaire de la Comédie-Française à partir de 1956, mais refusera de signer un contrat de sociétaire.
Il interprète la plupart de ses rôles avec la même élégance et le même flegme, tour à tour ironique ou inquiétant. De même que Jean Gabin ou Lino Ventura, il ne compose pas ses rôles, restant lui-même avec une affectation touchant parfois à l’autodérision comme dans L'Œil du Monocle.
Parmi ses rôles les plus connus, celui du mari dans Les Diaboliques, d’Henri-Georges Clouzot, celui du commissaire Blot dans Le Deuxième Souffle de Jean-Pierre Melville, où il fait son entrée par un long monologue. Il joue aussi un avocat faussement cynique, face à Brigitte Bardot et son défenseur Charles Vanel, dans La Vérité, de Henri-Georges Clouzot. Enfin, il incarne dans L'Armée des ombres le chef d'un réseau de la résistance, Luc Jardie, inspiré de Jean Cavaillès dont les titres des livres apparaissent dans une scène du film, et de Pierre Brossolette et Jean Moulin.

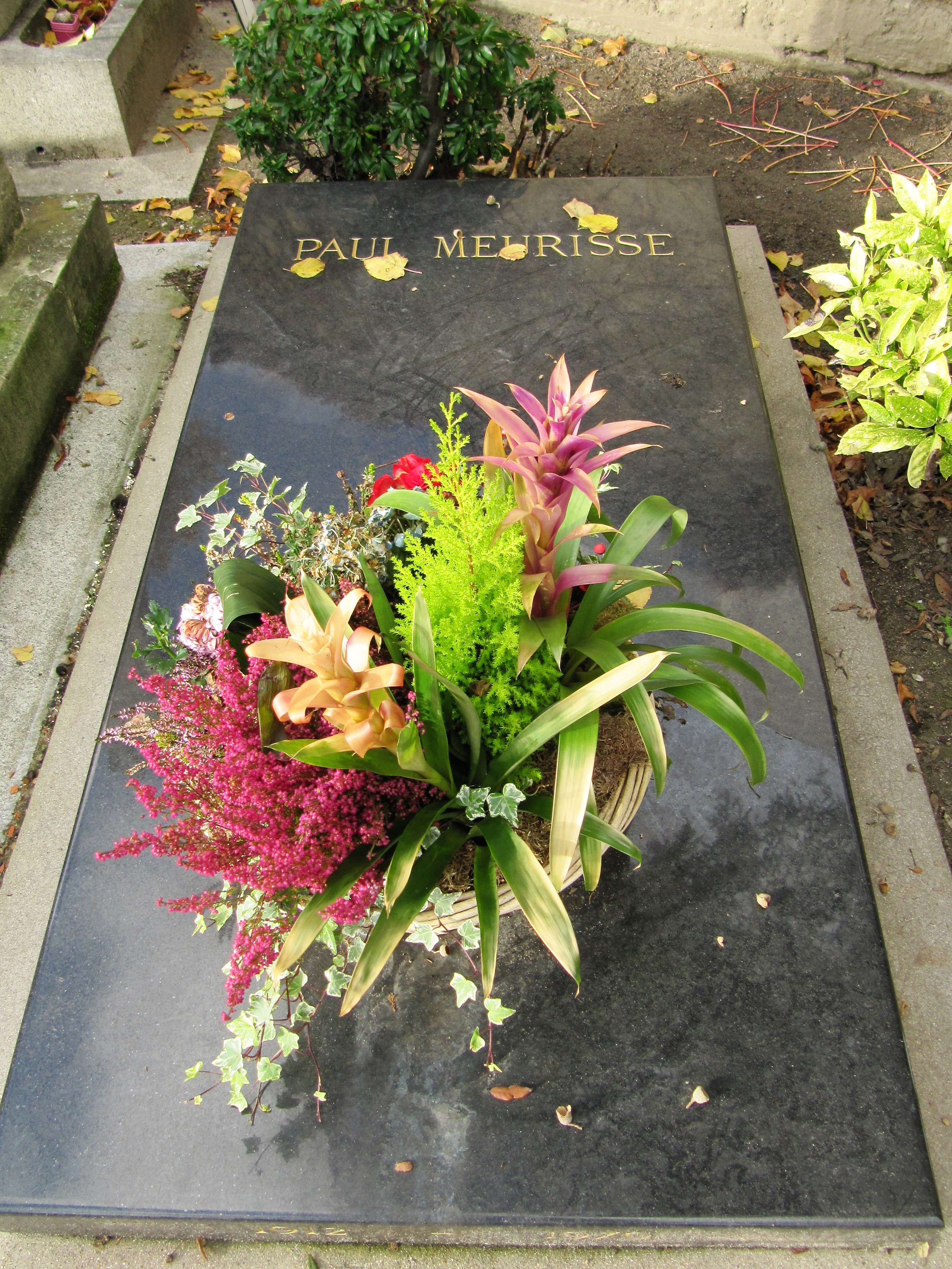
Sépulture de l'acteur Paul Meurisse.

Paul Meurisse meurt d'une crise cardiaque le 19 janvier 1979 à son domicile de Neuilly-sur-Seine. Il est inhumé au cimetière ancien de Neuilly-sur-Seine.
Ses mémoires, Les Éperons de la liberté, paraissent peu de temps après sa mort.

## Théâtre
- 1940 : Le Bel Indifférent de Jean Cocteau, théâtre des Bouffes-Parisiens
- 1941 : Trois jeunes filles nues, opérette en 3 actes, livret de Yves Mirande et Albert Willemetz, musique de Raoul Moretti, Théâtre Marigny[6]
- 1952 : La neige était sale de Georges Simenon, adaptation Frédéric Dard, mise en scène Raymond Rouleau, théâtre des Célestins
- 1953 : Le Coup de grâce de Joseph Kessel et Maurice Druon, mise en scène Jean Wall, théâtre du Gymnase
- 1954 : Un nommé Judas de Pierre Bost et Claude-André Puget, mise en scène Jean Mercure, Comédie-Caumartin
- 1955 : Un nommé Judas de Pierre Bost et Claude-André Puget, mise en scène Jean Mercure, théâtre des Célestins
- 1955 : Orvet de et mise en scène Jean Renoir, théâtre de la Renaissance
- 1956 : Coriolan de William Shakespeare, mise en scène Jean Meyer, Comédie-Française
- 1958 : Domino de Marcel Achard, mise en scène Jean Meyer, Comédie-Française
- 1959 : L'Hurluberlu de Jean Anouilh, mise en scène Roland Piétri, Comédie des Champs-Élysées
- 1961 : L'Hurluberlu de Jean Anouilh, mise en scène Roland Piétri, théâtre des Célestins
- 1962 : La Foire d'empoigne de Jean Anouilh, mise en scène de l'auteur et Roland Piétri, Comédie des Champs-Élysées
- 1966 : Don Juan aux enfers de George Bernard Shaw, mise en scène Raymond Gérôme, théâtre de la Madeleine
- 1967 : L'Escalier de Charles Dyer, mise en scène Claude Sainval, aux côtés de Daniel Ivernel (pièce qui inspirera La Cage aux Folles à Jean Poiret, dans une tournure plus "gay"), Comédie des Champs-Élysées
- 1970 : Un sale égoïste de Françoise Dorin, mise en scène Michel Roux, théâtre Antoine
- 1972 : Un sale égoïste de Françoise Dorin, mise en scène Michel Roux, théâtre des Célestins
- 1972 : Le Directeur de l'Opéra de Jean Anouilh, mise en scène de l'auteur et Roland Piétri, Comédie des Champs-Élysées
- 1975 : Cher menteur de Jérôme Kilty, mise en scène de l'auteur, théâtre du Gymnase
- 1975 : L'Autre Valse de Françoise Dorin, mise en scène Michel Roux, théâtre des Variétés
- 1978 : Mon père avait raison de Sacha Guitry, mise en scène Jean-Laurent Cochet, théâtre Hébertot

## Filmographie

### Cinéma

#### Années 1940
- 1941 : Ne bougez plus de Pierre Caron : Hector
- 1941 : Montmartre-sur-Seine de Georges Lacombe : Paul
- 1942 : Défense d'aimer de Richard Pottier : Maxime Gavard
- 1942 : Mariage d'amour d'Henri Decoin : Robert
- 1943 : La Ferme aux loups de Richard Pottier : Furet
- 1945 : Vingt-quatre Heures de perm' de Maurice Cloche
- 1945 : Marie la Misère de Jacques de Baroncelli : Édouard
- 1946 : L'Insaisissable Frédéric de Richard Pottier : Richard Fernay
- 1946 : Macadam de Marcel Blistène : Victor Ménard
- 1947 : La Fleur de l'âge de Marcel Carné (inachevé)
- 1947 : Inspecteur Sergil de Jacques Daroy : l'inspecteur Sergil
- 1947 : Monsieur chasse ! de Willy Rozier : Moricet
- 1947 : Bethsabée de Léonide Moguy : le capitaine Lucien Sommerville
- 1948 : La Dame d'onze heures de Jean-Devaivre : Stanislas Octave Seminario, dit SOS
- 1948 : Le Colonel Durand de René Chanas : Le colonel Durand
- 1948 : Le Dessous des cartes d'André Cayatte : l'inspecteur Nansen
- 1948 : Manù il contrabbandiere de Lucio De Caro (version italienne du Dessous des cartes) : l'inspecteur Nansen
- 1948 : Sergil et le Dictateur de Jacques Daroy : l'inspecteur Sergil
- 1948 : Impasse des Deux-Anges de Maurice Tourneur : Jean, le malfaiteur
- 1948 : Scandale de René Le Hénaff : Steve Richardson
- 1949 : L'Ange rouge de Jacques Daniel-Norman : Pierre Ravignac
- 1949 : Dernière Heure, édition spéciale de Maurice de Canonge : Dominique Coche

#### Années 1950
- 1950 : Agnès de rien de Pierre Billon : Carlos
- 1951 : Maria du bout du monde de Jean Stelli : Mathias
- 1951 : Ma femme est formidable d'André Hunebelle : lui-même
- 1951 : Vedettes sans maquillage, court métrage de Jacques Guillon : lui-même
- 1952 : Sérénade au bourreau de Jean Stelli : William A. Schomberg
- 1952 : Sergil chez les filles de Jacques Daroy : l'inspecteur Sergil
- 1953 : Je suis un mouchard de René Chanas : Bob Torquella
- 1955 : Les Diaboliques de Henri-Georges Clouzot : Michel Delasalle
- 1955 : Fortune carrée de Bernard Borderie : Mordhom
- 1955 : La Castiglione (La Contessa di Castiglione) de Georges Combret : Napoléon III
- 1955 : L'Affaire des poisons de Henri Decoin : l'abbé Guibourg
- 1957 : Jusqu'au dernier de Pierre Billon : Fredo Ricioni
- 1957 : L'inspecteur aime la bagarre de Jean-Devaivre : l'inspecteur Morice
- 1958 : Les Violents de Henri Calef : l'inspecteur Malouvier
- 1958 : Échec au porteur de Gilles Grangier : le commissaire divisionnaire Varzeilles
- 1958 : Le Septième Ciel de Raymond Bernard : Manuel Vila
- 1959 : Simenon, court-métrage de Jean-François Hauduroy : récitant
- 1959 : Guinguette de Jean Delannoy : le vicomte
- 1959 : La Tête contre les murs de Georges Franju : le docteur Emery
- 1959 : Marie-Octobre de Julien Duvivier : François-Renaud Picart
- 1959 : Le Déjeuner sur l'herbe de Jean Renoir : Étienne Alexis

#### Années 1960
- 1960 : La Française et l'Amour, sketch L'Adultère de Henri Verneuil : Jean-Claude Perret
- 1960 : La Vérité de Henri-Georges Clouzot : maître Eparvier
- 1961 : Le Jeu de la vérité de Robert Hossein : M. Portland
- 1961 : Les Nouveaux Aristocrates de Francis Rigaud : le père de Maubrun
- 1961 : Le Monocle noir de Georges Lautner : le commandant Théobald Dromard dit « Le Monocle »
- 1962 : Du mouron pour les petits oiseaux de Marcel Carné : M. Armand
- 1962 : Carillons sans joie de Charles Brabant : le capitaine de Lambérieux
- 1962 : L'Œil du Monocle de Georges Lautner : le commandant Théobald Dromard dit « Le Monocle »
- 1963 : Méfiez-vous, mesdames d'André Hunebelle : Charles Rouvier
- 1963 : L'assassin connaît la musique... de Pierre Chenal : Lionel Fribourg
- 1963 : Les Tontons flingueurs de Georges Lautner : le commandant Théobald Dromard dit « Le Monocle » (apparition finale, allusive mais distinguée, devant l'église Saint-Germain-de-Charonne, comme une référence de Lautner d'un de ses films aux autres)
- 1964 : Le Monocle rit jaune de Georges Lautner : le commandant Théobald Dromard dit Le Monocle
- 1965 : Le Majordome de Jean Delannoy : rôle titre
- 1965 : Quand passent les faisans d'Édouard Molinaro : Alexandre Larsan-Bellac
- 1965 : La Grosse Caisse d'Alex Joffé : M. Filippi
- 1965 : Le Majordome de Jean Delannoy : Léopold
- 1966 : Le congrès s'amuse (Der Kongreß amüsiert sich), de Géza von Radványi : le comte de Talleyrand
- 1966 : Moi et les hommes de quarante ans de Jacques Pinoteau : Alexandre Dumourier
- 1966 : Le Deuxième Souffle de Jean-Pierre Melville : le commissaire Blot
- 1969 : L'Armée des ombres de Jean-Pierre Melville : Luc Jardie

#### Années 1970
- 1970 : Le Cri du cormoran le soir au-dessus des jonques de Michel Audiard : M. Kruger
- 1971 : Doucement les basses de Jacques Deray : l'évêque
- 1973 : Les Voraces de Sergio Gobbi : l'inspecteur Martino
- 1974 : Les Suspects de Michel Wyn : Laurent Kirchner
- 1975 : Le Gitan de José Giovanni : Yan-Kug
- 1976 : L'Éducation amoureuse de Valentin de Jean L'Hôte : Julien Blaise

### Télévision
- 1956 : Un nommé Judas de Stellio Lorenzi : Judas

## Box-office France
| Films                                            | Année | Entrées   |
| ------------------------------------------------ | ----- | --------- |
| Macadam                                          | 1946  | 2 742 018 |
| Inspecteur Sergil                                | 1947  | 2 011 758 |
| Bethsabee                                        | 1947  | 3 498 990 |
| Le dessous des cartes                            | 1948  | 1 412 157 |
| Le Colonel Durand                                | 1948  | 1 169 441 |
| La Dame d'onze heures                            | 1948  | 1 988 135 |
| Dernière Heure, édition spéciale                 | 1949  | 1 093 429 |
| Les Diaboliques                                  | 1955  | 3 681 871 |
| L'Affaire des poisons                            | 1955  | 1 507 420 |
| Jusqu'au dernier                                 | 1957  | 1 244 915 |
| Échec au porteur                                 | 1958  | 1 212 023 |
| La Tête contre les murs                          | 1959  | 609 007   |
| Marie-Octobre                                    | 1959  | 2 598 081 |
| Le Déjeuner sur l'herbe                          | 1959  | 754 827   |
| La Française et l'amour                          | 1960  | 3 056 736 |
| La Vérité                                        | 1960  | 5 694 993 |
| Le Monocle noir                                  | 1961  | 1 624 217 |
| L'Œil du Monocle                                 | 1962  | 1 254 646 |
| Le Monocle rit jaune                             | 1964  | 1 345 908 |
| Le Majordome                                     | 1965  | 1 155 805 |
| Quand passent les faisans                        | 1965  | 1 003 633 |
| Le Deuxième Souffle                              | 1966  | 1 919 952 |
| L'Armée des ombres                               | 1969  | 1 501 132 |
| Le Cri du cormoran le soir au-dessus des jonques | 1971  | 839 293   |
| Doucement les basses                             | 1971  | 1 009 536 |
| Les Suspects                                     | 1974  | 234 552   |
| Le Gitan                                         | 1975  | 1 788 111 |
| L'Éducation amoureuse de Valentin                | 1975  | 541 395   |

## Distinctions
- Officier de la Légion d'honneur[8]
- Croix du combattant
- Officier de l'ordre des Arts et des Lettres
- Médaille commémorative française de la guerre 1939-1945 avec agrafe France.